# Diálogos sobre a Religião Natural
Diálogos sobre a Religião Natural é uma obra filosófica escrita pelo filósofo escocês David Hume. Através do diálogo, três personagens de ficção chamados Démea, Philo e Cleantes debatem a natureza da existência de Deus. Embora todos os três concordem que um deus exista, eles diferem acentuadamente sobre a natureza de Deus ou seus atributos e como, ou se, a humanidade pode chegar ao conhecimento de uma divindade.
Nos Diálogos, personagens de Hume debatem uma série de argumentos para a existência de Deus e os argumentos cujos proponentes acreditam que através do qual poderemos vir a conhecer a natureza de Deus. Temas debatidos incluem o argumento do desígnio - para a qual Hume usa uma casa - e se há mais sofrimento ou bem no mundo (argumento do mal).
Hume começou a escrever os diálogos em 1750, mas não concluí-os até 1776, pouco antes de sua morte. Eles são parcialmente baseados na obra De Natura Deorum de Cícero. Os Diálogos foram publicados postumamente em 1779, originalmente sem o nome do autor nem da editora.

## Traduções para o português
- HUME, D. Diálogos sobre a religião natural. Trad. José Oscar de Almeida Marques. São Paulo: Martins Fontes, 1992.
- HUME, D. Diálogos sobre a religião natural. Trad. Álvaro Nunes. Lisboa: Edições 70, 2005.
- HUME, D. Obras sobre religião. Trad. Francisco Marreiros e Pedro Galvão. Lisboa: Gulbenkian, 2005. (Inclui os Diálogos e a História Natural da Religião)
- HUME, D. Diálogos sobre a religião natural. Trad. Bruna Frascolla. Salvador: Edufba, 20016.